# Рачо Герганов
Рачо Герганов е български архитект (Рашко Стоянов Герганов) и натурализиран американец (на английски: Ralph Gerganoff). (19 януари 1887 Керека – 25 ноември 1966 г.).

## Биография
Син на ученика на Колю Фичето – Стоян Цанев Герганов.
През 1905 г. пристига в Сейнт Луис. През 1927 г. отваря собствено бюри в Ипсиланти, Мичиган. Утвърждава се като специалист по проектиране на обществени сгради – училища, банки, кметства. Негови творения се намират в Ан Арбър, Шарлероа, Алкона, Преск Айл.